# Skaraborgs läns valkrets
Skaraborgs läns valkrets var en valkrets i Sveriges riksdag till första kammaren 1867–1970 och andra kammaren 1922–1970 samt i enkammarriksdagen 1971–1998.

## Första kammaren
I första kammaren var Skaraborgs län en egen valkrets under hela kammarens existens 1867–1970. Antalet mandat var från början sju, ökades till åtta 1868 men sänktes till sju 1905, sex 1917 och fem 1952. I september 1910 hölls för första gången val med den proportionella valmetoden.

### Riksdagsledamöter i första kammaren

#### 1867–1911 (successivt förnyade mandat)
- Hjalmar Croneborg (1867–1870)
  - Gustaf von Braun (1871–1879)
    - Reinhold von Essen (1880–1888)
      - Johan Andersson (1889–1890)
        - August Weinberg, prot (1891–1908)
          - Johan Gustaf Samuelson, prot 1909, fh 1910 (1909–1910)
            - Lave Beck-Friis, lib s (1911)
- Fredrik von Essen, skånska 1873–1874 (1867–1874)
  - Anders Larsson (1875–1878)
    - Fredrik Hierta (1879–1885)
      - Johan Boström, prot 1888–1889 (1886–1889)
        - Reinhold von Essen (1890–1891)
          - Wilhelm Wallin, prot (1892–1898)
            - Knut Åkerberg, prot 1899–1909, fh 1910 (1899–1910)
              - Johan August Forss, lib s (1911)
- Hugo Hamilton, skånska 1875 (1867–1875)
  - August Björklund (1876–19/4 1877)
    - Sven Littorin (1878–1879)
      - Jakob Fogelin (1880–1886)
        - Paul Jönsson (1887–16/1 1892)
          - Johan Boström, prot (8/3 1892–1907)
            - Gustaf Barthelson, prot 1908–1909, fh 1910–1911 (1908–1911)
- Nils von Hofsten (1867–1875)
  - Carl Fredrik af Geijerstam (1876–1878)
    - Gilbert Hamilton (1879–1887)
      - Anders Larsson, prot (1888–1895)
        - Gustaf Berg, prot (1896–1904)
- Jan Kuylenstjerna (1867–1873)
  - Anders Wallenius (1874–1881)
    - Anders Larsson (1882–1885)
      - Anders Wallenius (1886–1889)
        - Carl Klingspor, prot 1890–1909, fh 1910–1911 (1890–1/2 1911)
          - Fabian De Geer (1/3–31/12 1911)
- Carl Malmsten (1867–1870)
  - Gustaf Sparre, skånska 1873–1884, c 1885–1887, min 1888 (1871–1888)
    - Knut Wijkmark, prot (1889–1891)
      - Ivar Wijk, prot 1892–1909, fh 1910–1911 (1892–28/3 1911)
        - Johan Gustaf Samuelson, fh (19/4–31/12 1911)
- Carl Storckenfeldt (1867–1872)
  - Sven Andersson, lmp:s filial (1873)
    - Carl Storckenfeldt (1874–1886)
      - Cornelius Sjöcrona, prot 1888–1893 (1887–1893)
        - Harald Röhss (1894–1899)
          - Gustaf Bergendahl, prot (1900–13/2 1904)
            - Karl Friman, prot (7/4 1904–1908)
              - Ernst Hedenstierna, prot 1909, fh 1910–1911 (1909–1911)
- Adolf Säve (1868)
  - Gösta Posse, lmp:s fil 1873–1877 (1869–1877)
    - Nils Fock, prot 1888–1900 (1878–1900)
      - Cornelius Sjöcrona, prot (1901–1909)
        - Nils Posse, fh (1910–1911)

#### 1912–1917
- Gustaf Barthelson, n
- August Belinder, n
- Fabian De Geer, n (1912–1916)
- Ernst Hedenstierna, n
- Nils Posse, n
- Johan August Forss, lib s (1912–första riksmötet 1914)
  - Edward Larson, lib s (andra riksmötet 1914–1917)
- Wilhelm Gullberg, lib s

#### 1918–lagtima riksmötet 1919
- Gustaf Barthelson, n
- August Belinder, n
- Ernst Hedenstierna, n
- Nils Posse, n (lagtima riksmötet 1918)
  - Ernst Lundell, n (7/11 1918–1919)
- Wilhelm Gullberg, lib s
- Edward Larson, lib s

#### Urtima riksmötet 1919–1921
- Gustaf Barthelson, n
- Erland von Hofsten, n
- Carl Berglund, bf (4/8–22/9 1919)
  - Ernst Svensson, bf (15/11 1919–1921)
- Wilhelm Gullberg, lib s (urtima riksmötet 1919)
  - August Johansson, lib s (14/1 1920–1921)
- Edward Larson, lib s
- Vilhelm Söderbom, s

#### 1922–1927
- Ernst Lundell, n
- Erik Vrang, n
- Ernst Svensson, bf
- August Johansson, lib s 1922–1923, fris 1924–1927
- Edward Larson, lib s 1922–1923, fris 1924–1927
- Torsten Ström, s

#### 1928–1935
- Fritiof Gustafsson, n 1928–1934, h 1935
- Ernst Lundell, n (1928–1933)
  - Karl Johanson, n 1934, h 1935 (1934–1945)
- Ernst Svensson, bf
- August Johansson, fris 1928–1934, fp 1935
- Edward Larson, fris 1928–1934, fp 1935
- Torsten Ström, s

#### 1936–1943
- Fritiof Gustafsson (från 1937 Domö), h
- Karl Johanson, h
- Viktor Egnell, bf
- Ernst Svensson (från 1938 Eskhult), bf
- Helge Bäcklund, s
- Torsten Ström, s (1936–29/10 1943)
  - Bror Birath, s (20/11–31/12 1943)

#### 1944–1951
- Fritiof Domö, h
- Karl Johanson, h (1944–1946)
  - Torsten Isaksson, h (1947–1951)
- Gustav Hallagård, bf
- Sten Wahlund, bf
- Birger Anderrson, s
- Helge Bäcklund, s (1944–20/2 1946)
  - Justus Lindgren, s (16/3 1946–1951)

#### 1952–1959
- Fritiof Domö, h
- Sten Wahlund, bf/c (1952–första riksmötet 1958)
  - Nils Johansson, c (andra riksmötet 1958–1959)
- Josef Nord, fp
- Birger Anderrson, s
- Justus Lindgren, s

#### 1960–1967
- Ivar Virgin, h
- Harald Pettersson, c
- Josef Nord, fp (1960–1962)
  - Harry Carlsson, fp (1963–1967)
- Birger Anderrson, s
- John Ericsson, s (1960–1961)
  - Paul Jansson, s (1962–1967)

#### 1968–1970
- Ivar Virgin, h/m
- Harald Pettersson, c
- Lennart Blom, fp (1968)
  - Gunnar Richardson, fp (1969–1970)
- Birger Anderrson, s
- Paul Jansson, s

## Andra kammaren
Skaraborgs läns valkrets var även en valkrets till andra kammaren under perioden 1922–1970. Fram till 1921 var Skaraborg indelat i olika valkretsar, under perioden med majoritetsval 1866–1911 i kretsar med ett mandat vardera. 
När de första valen till andra kammaren förrättades 1866 utgjordes landsbygden av (från väster till öster) Åse, Viste, Barne och Laske domsagas valkrets, Kinnefjärdings, Kinne och Kållands domsagas valkrets, Skånings, Vilske och Valle domsagas valkrets, Vartofta och Frökinds domsagas valkrets, Gudhems och Kåkinds domsagas valkrets, Vadsbo södra domsagas valkrets samt Vadsbo norra domsagas valkrets. Städerna var indelade i Mariestads, Skara och Skövde valkrets samt Lidköpings, Falköpings och Hjo valkrets. Från och med 1896 års val ändrades stadsvalkretsarna till Mariestads, Skövde och Falköpings valkrets samt Lidköpings, Skara och Hjo valkrets. 
Vid införandet av proportionellt valsystem i andrakammarvalet 1911 avskaffades samtliga äldre valkretsar och Skaraborgs län indelades i Skaraborgs läns norra valkrets och Skaraborgs läns södra valkrets, vardera med fem mandat. Vid andrakammarvalet 1921 förenades slutligen hela länet till en samlad valkrets. Antalet mandat var tio i valet 1921, därefter nio i valen 1924–1944, åtta i valen 1948–1964 och slutligen sju i valet 1968.

### Riksdagsledamöter i andra kammaren

#### 1922–1924
- Carl Arvid Anderson, lmb
- Emil Bengtsson, lmb
- Karl Magnusson, lmb
- Gustav Johanson, bf
- August Månsson, bf
- Carl Bodén, lib s 1922–1923, fris 1924
- August Lundén, lib s 1922–1923, fris 1924
- Johan Wilhelm Billqvist, s
- Helge Bäcklund, s
- Carl Otto Vahlstedt, s

#### 1925–1928
- Carl Arvid Anderson, lmb
- Emil Bengtsson, lmb
- John Erik Hedin, lmb
- Karl Magnusson, lmb
- Gustav Johanson, bf
- Carl Bodén, fris
- August Lundén, fris
- Helge Bäcklund, s
- Carl Otto Vahlstedt, s

#### 1929–1932
- Carl Arvid Anderson, lmb
- Emil Bengtsson, lmb
- Karl Magnusson, lmb
- Erik Nordkvist, lmb
- Gustav Johanson, bf
- August Lundén, fris
- Helge Bäcklund, s
- Johan Persson, s
- Carl Otto Vahlstedt, s

#### 1933–1936
- Emil Bengtsson, lmb 1933, högervilde 1934, bf 1935–1936
- Karl Magnusson, lmb 1933–1934, h 1935–1936
- Wilhelm Beck, bf
- Aron Gustafsson, bf
- Gustav Johanson, bf
- August Lundén, fris 1933–1934, fp 1935 (1933–2/6 1935)
  - Adolf Norell, fp (1936)
- Helge Bäcklund, s (1933–1935)
  - Walter Sundström, s (1936)
- Axel Fält, s
- Johan Persson, s

#### 1937–1940
- Folke Kyling, h
- Karl Magnusson, h
- Emil Bengtsson, bf (1937)
  - Johannes Johansson (från 1939 Onsjö), bf (1938–1940)
- Aron Gustafsson, bf
- Gustav Hallagård, bf
- Oscar Malmborg, fp (1937)
  - Manfred Fredberg, fp (1938–1940)
- Axel Fält, s
- Johan Persson, s
- Walter Sundström, s

#### 1941–1944
- Folke Kyling, h
- Karl Magnusson, h
- Aron Gustafsson, bf
- Gustav Hallagård, bf (1941–1943)
  - Johannes Onsjö, bf (1944)
- Oscar Malmborg, fp
- Axel Fält, s (1941–17/9 1944)
  - Ernst Andersson, s (2/10–31/12 1944)
- Signe Linderoth-Andersson, s
- Johan Persson, s
- Walter Sundström, s

#### 1945–1948
- Folke Kyling, h
- Karl Magnusson, h
- Aron Gustafsson, bf
- Gunnar Larsson, bf
- Johannes Onsjö, bf
- Oscar Malmborg, fp
- Nils Odhe, s
- Johan Persson, s (1945–27/4 1947)
  - Lisa Johansson, s (13/5 1947–1948)
- Walter Sundström, s

#### 1949–1952
- Folke Kyling, h h
- Gunnar Larsson, bf
- Johannes Onsjö, bf
- Oscar Malmborg, fp
- Erik Rosén, fp
- Lisa Johansson, s
- Nils Odhe, s
- Walter Sundström, s

#### 1953–1956
- Rolf Eliasson, h
- Gunnar Larsson, bf
- Johannes Onsjö, bf
- Harry Carlsson, fp
- Oscar Malmborg, fp
- Lisa Johansson, s
- Nils Odhe, s
- Walter Sundström, s

#### 1957–första riksmötet 1958
- Rolf Eliasson, h
- Einar Setterberg, h
- Johannes Onsjö, c
- Harry Carlsson, fp
- Oscar Malmborg, fp
- Lisa Johansson, s
- Nils Odhe, s
- Walter Sundström, s

#### Andra riksmötet 1958–1960
- Rolf Eliasson, h
- Einar Setterberg, h
- Gunnar Larsson, c
- Johannes Onsjö, c
- Oscar Malmborg, fp
- Lisa Johansson, s
- Nils Odhe, s
- Walter Sundström, s

#### 1961–1964
- Rolf Eliasson, h
- Bengt Börjesson, c
- Gunnar Larsson, c
- Harry Carlsson, fp (1961–1962)
  - Gunnar Hyltander, fp (1963–1964)
- Oscar Malmborg, fp
- Arne Blomkvist, s
- Lisa Johansson, s
- Nils Odhe, s

#### 1965–1968
- Rolf Eliasson, h
- Bengt Börjesson, c
- Gunnar Larsson, c
- Gideon From, fp (1965–23/5 1968)
  - Stig Stigmarker, fp (16/10–31/12 1968)
- Gunnar Hyltander, fp
- Arne Blomkvist, s
- Lisa Johansson, s
- Nils Odhe, s

#### 1969–1970
- Rolf Eliasson, m
- Bengt Börjesson, c
- Gunnar Larsson, c
- Gunnar Hyltander, fp
- Arne Blomkvist, s
- Nils Odhe, s
- Eva Åsbrink, s

## Enkammarriksdagen
Vid övergången till enkammarriksdag i valet 1970 förblev Skaraborg egen valkrets. Antalet fasta mandat var tio, och förblev detta under hela den tid som valkretsen existerade. År 1998, i samband med skapandet av Västra Götalands län, överfördes Habo kommun och Mullsjö kommun till Jönköpings läns valkrets och återstoden av det tidigare Skaraborgs län bildade Västra Götalands läns östra valkrets.

### Riksdagsledamöter i enkammarriksdagen (ej komplett lista)

#### 1971–1973
- Ivar Virgin, m
- Bengt Börjesson, c
- Gunnar Larsson, c
- Harald Pettersson, c
- Gunnar Hyltander, fp
- Gunnar Richardson, fp
- Arne Blomkvist, s
- Paul Jansson, s
- Eva Åsbrink, s

#### 1974–1975/76
- Ivar Virgin, m
- Bengt Börjesson, c
- Harald Pettersson, c (1974)
- Gunnar Hyltander, fp
- Arne Blomkvist, s
- Paul Jansson, s
- Eva Åsbrink, s

#### 1976/77–1978/79
- Bengt Börjesson, c (1976/77)
- Gunnar Richardson, fp
  - Olle Grahn, fp (ersättare för Gunnar Richardson 18/11–17/12 1977)
- Arne Blomkvist, s
- Paul Jansson, s

#### 1979/80–1981/82
- Olle Grahn, fp
- Paul Jansson, s

#### 1982/83–1984/85
- Olle Grahn, fp
- Paul Jansson, s

#### 1985/86–1987/88
- Olle Grahn, fp
- Bengt Rosén, fp
  - Bengt A. Klang (ersättare för Bengt Rosén 11 januari–13 mars 1988), fp

#### 1988/89–1990/91
- Bengt Rosén, fp

#### 1991/92–1993/94
- Holger Gustafsson, kd
- Bengt Rosén, fp
  - Vivianne Franzén, nyd (ersättare 13/11–13/12 1992)

#### 1994/95–1997/98
- Birgitta Carlsson, c
- Eva Eriksson, fp
- Holger Gustafsson, kd
  - Ulla-Britt Hagström, kd (ersättare 10/1–10/10 1995)
- Sten Svensson, m
- Ivar Virgin, m (ledamot till 9/1 1995)
  - Lars Hjertén, m (ledamot från 10/1 1995)
- Annika Nordgren, mp
- Urban Ahlin, s
- Monica Green, s
- Birgitta Johansson, s
- Anders Nilsson, s
- Kjell Nordström, s
- Per Rosengren, v

För perioden efter 1998, se Västra Götalands läns östra valkrets